# Präfektur (Italien)

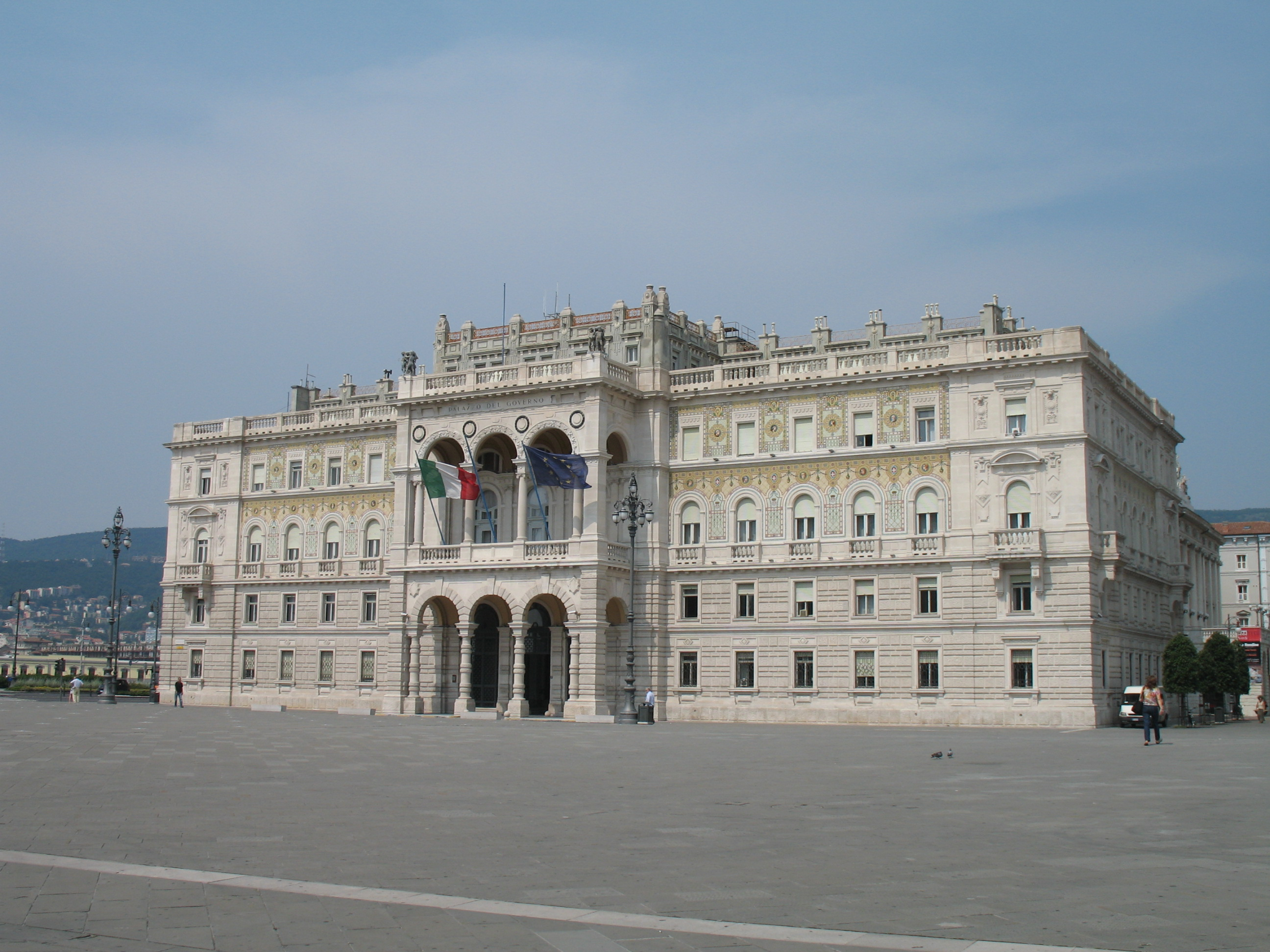
Palazzo del Governo in Triest, Sitz der örtlichen Präfektur

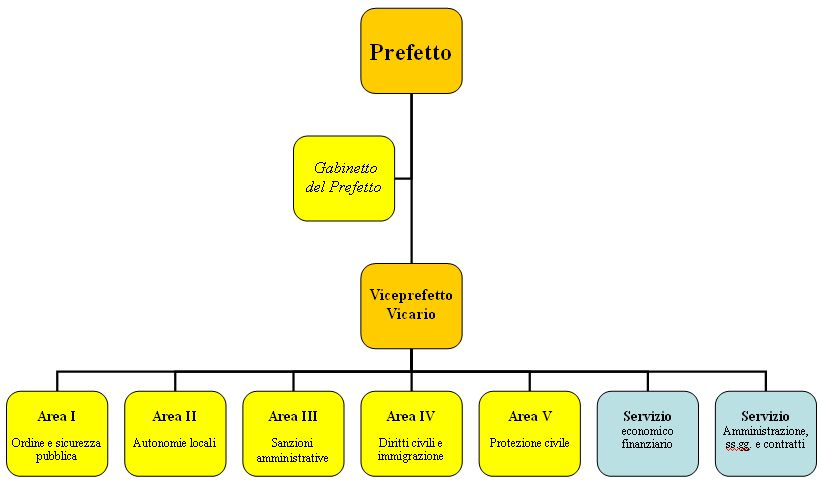
Schematischer Aufbau einer italienischen Präfektur

Eine Präfektur (italienisch prefettura) ist in Italien die Vertretung der Zentralregierung in den über 100 italienischen Provinzen. Seit 2004 lautet die offizielle Bezeichnung prefettura – ufficio territoriale del governo oder „Präfektur – Gebietsamt der Regierung“. Leiter eines solchen Amtes ist ein Präfekt (prefetto).

## Aufgaben und Organisation
Der Präfekt ist als oberster Vertreter der Zentralregierung in der Provinz für die effiziente Verwaltungsarbeit der Regierungsaußenstellen in der Provinz verantwortlich und beaufsichtigt daher deren Tätigkeit. Er beaufsichtigt auch die Auftragsverwaltung der Gemeinden (Standes- und Meldeämter). Originäre Aufgaben des Präfekten und seiner Dienststelle in der Provinz sind die öffentliche Sicherheit (mit dem Quästor), der Zivilschutz (in Kooperation mit örtlichen Selbstverwaltungsorganen), Einwanderung und Asyl, Wahlen, die Ausstellung von verschiedenen staatlichen Bescheinigungen, Lizenzen und Genehmigungen, sowie die Pflege der Beziehungen zu den Selbstverwaltungsorganen von Regionen, Provinzen und Gemeinden. Aus letzterem Grund werden die Präfekturen auch als „Botschaften im Inneren“ betrachtet.
Amtsleiter einer Präfektur ist der Präfekt, dem ein Kabinettschef und ein Kabinett unterstützend und beratend zur Seite steht. Die Präfektur gliedert sich in mehrere Abteilungen, die in der Regel vom dienstältesten Vizepräfekten koordiniert werden. In der Regel bestehen folgende Abteilungen:
- Öffentliche Sicherheit
- Selbstverwaltungsorgane der Gebietskörperschaften
- Ordnungswidrigkeiten
- Bürgerrechte und Einwanderung
- Katastrophenhilfe
- Haushalt
- Verwaltung

In den 110 Provinzen Italiens (einschließlich des Aostatals) gibt es derzeit (2015) insgesamt 103 Präfekturen. In der autonomen Region Aostatal, die wegen ihrer geringen territorialen Ausdehnung auch als Provinz gezählt wird, gibt es keine Präfektur, sondern eine Kommission, die Koordinierungsaufgaben zwischen der Zentralregierung und der Regionalregierung übernimmt. In den autonomen Provinzen Südtirol und Trentino heißen die Vertretungen der Zentralregierung vor Ort „Regierungskommissariat“. Auf Sardinien gibt es vier Präfekturen in vier Provinzen. In vier weiteren Provinzen Sardiniens, die mittlerweile in ihrer ursprünglichen Form wieder abgeschafft wurden, hat die Zentralregierung nie Präfekturen eingerichtet.